# William D’Souza
William D’Souza SJ (* 5. März 1946 in der Pfarrei Madanthar, Diözese Mangalore) ist ein indischer Ordensgeistlicher und emeritierter römisch-katholischer Erzbischof von Patna.

## Leben
William D’Souza besuchte die Grundschule in seinem Heimatort und die Oberstufe an der St. Aloysius High School in Mangalore. 1965 trat er in das Noviziat der Gesellschaft Jesu ein und studierte Philosophie in Shembanagur und Katholische Theologie im Jnana Deepa Vidyapeeth in Pune, Indien. Am 3. Mai 1976 empfing er die Priesterweihe für die Gesellschaft Jesu.
Nach seiner Priesterweihe hatte er folgende Ämter inne: Assistent des Novizenmeisters (1977–1978), Seelsorger und Lehrer an der Höheren Schule und in der Pfarrei Ara (Patna), Oberer der Jesuitengemeinschaft in Ara und Präfekt der Jugendherberge (1978–1980), Rektor des Kleinen Seminars in Muzaffarpur (1981–1986), Pfarrer in Chuhari in der Diözese Bettiah (1986–1989), Pfarrer in Bettiah und Oberer der Jesuitengemeinschaft des Distrikts W. Champaran (1989–1992); Pfarrer in Muzaffarpur, Sekretär des Bischofs und in dessen Abwesenheit Administrator der Diözese, Oberer der Jesuitengemeinschaft in Muzaffarpur (1992–1995), Provinzoberer der Jesuiten der Provinz Patna (1995–2001), Pfarrer der Pfarrei Our Lady of Fatima in Itarhi (Distrikt Buxar) (seit 2001).
Am 12. Dezember 2005 wurde er zum ersten Bischof der auf einem Teilgebiet der Erzdiözese Patna neuerrichteten Diözese Buxar ernannt. Die Bischofsweihe spendete ihm am 25. März 2006 der Apostolische Nuntius in Indien, Erzbischof Pedro López Quintana; Mitkonsekratoren waren der Erzbischof von Patna, Benedict John Osta, und John Baptist Thakur, Bischof von Muzaffarpur.
Am 1. Oktober 2007 wurde William D’Souza zum Erzbischof von Patna ernannt. Papst Franziskus nahm am 9. Dezember 2020 das von William D’Souza vorgebrachte Rücktrittsgesuch an.